# Ada (Ohio)
Ada is een plaats (village) in de Amerikaanse staat Ohio, en valt bestuurlijk gezien onder Hardin County.

## Demografie
Bij de volkstelling in 2000 werd het aantal inwoners vastgesteld op 5582.
In 2006 is het aantal inwoners door het United States Census Bureau geschat op 5841, een stijging van 259 (4,6%).

## Geografie
Volgens het United States Census Bureau beslaat de plaats een oppervlakte van
4,8 km², geheel bestaande uit land. Ada ligt op ongeveer 292 m boven zeeniveau.

## Plaatsen in de nabije omgeving
De onderstaande figuur toont nabijgelegen plaatsen in een straal van 16 km rond Ada.